# 貝爾前站
貝爾前站（日语：／ Berumae Eki */?）是位於福井縣福井市花堂南一丁目，福井鐵道福武線的電車站。車站編號為F16。開業時原稱為「花堂南站」，後來因應車站前方的購物中心「貝爾購物城」而在1990年改稱為「貝爾前站」。

## 車站構造
採用簡易車站模式設計，基本上沒有設置站房，車站出入口正好位於有蓋候車亭的中央位置，在車站啟用是無人車站，後來因應有人化而在右側加建了一間細小的房間，用作職員值班時使用。服務時間為上午十時至下午三時。

### 月台
設有1面1線的側式月台。
| 月台 | 路線                   | 上下行 | 方向                                                                 |
| ---- | ---------------------- | ------ | -------------------------------------------------------------------- |
| 西端 | ■福武線 （鳳凰田原線） | 下行   | 福井站、田原町、 經越前鐵道■三國蘆原線前往福大前西福井、鷲塚針原方向 |
| 東端 | ■福武線 （鳳凰田原線） | 上行   | 武生新方向                                                           |

## 歷史
- 1989年10月1日：花堂南站啟用[1][2][3][4]。
- 1993年4月15日：車站改名為貝爾前站[1][3]。
- 2010年3月25日：隨時間表修正，加停急行列車（在2016年開始直通至越前鐵道三國蘆原線的急行列車也停靠此站）。
- 2024年10月11日：可使用ICOCA及全國通用IC卡付款[5][6]。

## 使用狀況
根據國土交通省「國土數值情報」，以下為1日平均上下車人次：
| 上落車人次變化 | 上落車人次變化 |
| 年度           | 1日平均人次    |
| -------------- | -------------- |
| 2004           | 175            |
|                |                |
| 2007           | 143            |
|                |                |
| 2011           | 604            |
| 2012           | 650            |
| 2013           | 650            |
| 2014           | 650            |
| 2015           | 652            |
| 2016           | 383            |
| 2017           | 384            |
| 2018           | 391            |
| 2019           | 375            |
| 2020           | 292            |
| 2021           | 340            |
| 2022           | 330            |

## 車站周邊
- 貝爾購物城（日语：ショッピングシティベル）（主要商戶：平和堂） - 建設電車站是為了方便購物客[4]。

- 福井市南服務中心（貝爾購物城內）
- 作為推廣車站使用的措施，乘客如出示福井鐵道的定期票或回數票，另外於貝爾購物城消費滿3,000日圓，可以在貝爾購物城內的停車場享有設時間限制的泊車轉乘優惠。

- 花堂路口 - 福井縣道182號三尾野別所線（日语：福井県道182号三尾野別所線）（東環狀線〜西環狀線）、福井縣道229號福井鯖江線（日语：福井県道229号福井鯖江線）（鳳凰通（日语：フェニックス通り (福井県福井市)））
- 國土交通省近畿地方整備局（日语：近畿地方整備局） 福井河川國道事務所
- 福井縣警察（日语：福井県警察） 福井南警署（日语：福井南警察署）

## 相鄰車站
福井鐵道
■福武線
■急行、■區間急行
淺水（F12）－貝爾前（F16）－紅十字前（F18）
■普通
江端（F16）－貝爾前（F16）－花堂（F17）

## 外部連結
- 福井鐵道貝爾前站 （页面存档备份，存于）（日語） - 福井鐵道